# Heinz Malorny
Heinz Malorny (* 26. März 1932 in Steinau (Oder), Provinz Niederschlesien; † Februar 2012) war ein deutscher marxistisch-leninistischer Philosophiehistoriker.

## Leben
Malorny studierte Philosophie an der Humboldt-Universität zu Berlin. Von 1957 bis 1975 war er Wissenschaftlicher Assistent und Oberassistent an der Friedrich-Schiller-Universität Jena und promovierte 1967 mit einer Arbeit über den Philosophen Wilhelm Dilthey. Von 1975 bis 1991 war er wissenschaftlicher Mitarbeiter am Zentralinstitut für Philosophie der Akademie der Wissenschaften der DDR und habilitierte sich 1979 mit einer Arbeit über die Geschichte der marxistisch-leninistischen Philosophie in der Zeit der Nazi-Diktatur. 1992 wurde er in den Vorruhestand versetzt, 1995 in den Ruhestand.
Forschungsthemen von Malorny waren die Philosophie Friedrich Nietzsches, den er als „geistigen Wegbereiter des Faschismus“ charakterisierte, Probleme des Humanismus, Antihumanismus und das Verhältnis zwischen Philosophie und Politik.

## Schriften
- Ein Dokument des Marxismus aus dem Jahre 1933: Karl Schmückle, Der junge Marx und die bürgerliche Gesellschaft. In: Wissenschaftliche Zeitschrift der Friedrich-Schiller-Universität Jena (Gesellschafts- und sprachwissenschaftliche Reihe) 26. Jg., 1977, Heft 5, S. 591–595.
- Zu einigen Problemen der Geschichte der marxistisch-leninistischen Philosophie in den Jahren des Kampfes gegen die faschistische Diktatur in Deutschland: (Fragen der Humanismusauffassung, des Menschenbildes, der Erbeauffassung und der Ästhetik des Marxismus-Leninismus). Jena, Univ., Gesellschaftswiss. Fak., Diss. B, 1979.
- Arthur Schopenhauer wider die Geschichtsauffassung der klassischen deutschen Philosophie. In: Beiträge zur Geschichtsphilosophie der deutschen Klassik. Collegium Philosophicum Jenense. Heft 4 (hrsg. von Erhard Lange), Hermann Böhlaus Nachfolger, Weimar 1981, S. 305 ff.
- mit Ludwig Elm, Günter Rudolf: Traditionen des Konservatismus. Akademie, Berlin 1982.
- „Kritisch und pessimistisch“ oder „kritisch und revolutionär“? Arthur Schopenhauer oder Karl Marx?. In: Deutsche Zeitschrift für Philosophie, 33/9, 1985, S. 828–835.
- Zur Philosophie Friedrich Nietzsches. Akademie, Berlin 1989, ISBN 3-05-000442-8.